# جاکلین اسمیت
جاکلین اسمیت (انگلیسی: Jaclyn Smith؛ زادهٔ ۲۶ اکتبر ۱۹۴۵) یک هنرپیشه، و مانکن (فرد) اهل ایالات متحده آمریکا است. او در سریال فرشتگان چارلی در نقش کلی گریت ایفای نقش کرد و با همین نقش به شهرت رسید.
او همچنین در فیلم ۱ دقیقه بازی کرده‌است.